# Adolf Ostrowski

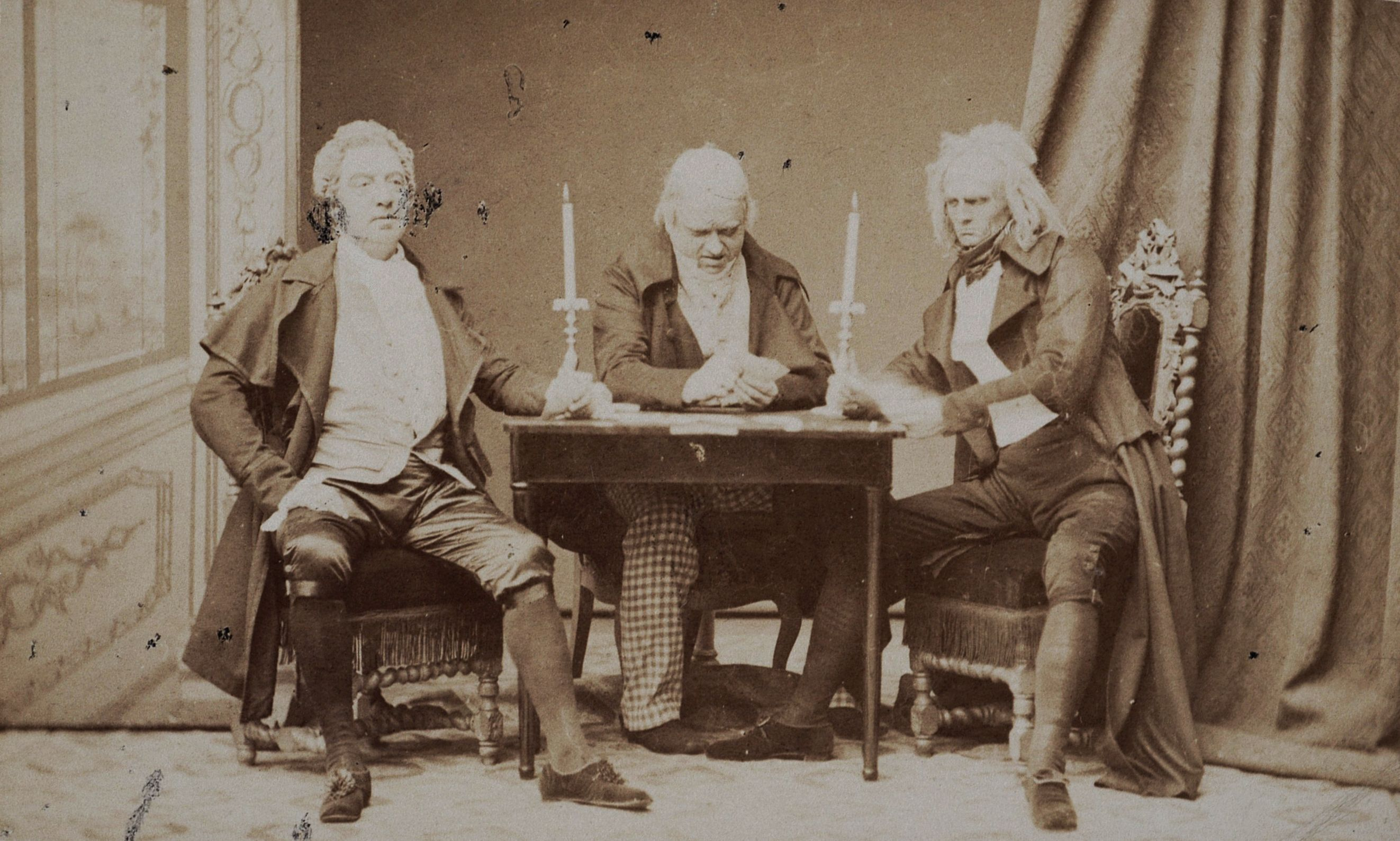
Scena ze spektaklu „Safanduły” Sardou Victoriena; od lewej: Alojzy Żółkowski, Adolf Ostrowski, Wincenty Rapacki, fotografia z około 1870 roku

Adolf Ostrowski (ur. 17 czerwca 1837 w Warszawie, zm. 1 listopada 1895 tamże) – polski aktor i reżyser.

## Życiorys
Urodził się w Warszawie 17 czerwca 1837 w rodzinie Adama i jego żony Zuzanny. Ojciec jego był muzykiem i grał w orkiestrze Warszawskich Teatrów Rządowych. Początkowo kształcił się w szkole baletowej, a następnie w 1854 w Szkole Dramatycznej i był uczniem Józefa Rychtera.
Debiutował na scenie w 1858 i w tym samym roku został zatrudniony w WTR, gdzie pracował do końca życia. W latach 1872–73 pracował jako reżyser. W tym zakresie nie uzyskał większych sukcesów i ustąpił ze stanowiska na własne żądanie.
30 października 1864 ożenił się z aktorką Zuzanną Świergocką. Zmarł 1 listopada 1895 w Warszawie i pochowany został na warszawskich Powązkach.

## Teatr
Jako aktor był bardzo pracowity. W niecałe dwa lata po swoim debiucie zagrał  czterdzieści pięć ról, przeważnie podrzędnych. Fizjonomia i usposobienie bardzo mu pomagało w odtwarzaniu ról komediowych. W 1864 zagrał główną rolę w sztuce "Ociec debiutantki". Decydujące znaczenie miała rola Fromentela w sztuce "Safanduły", gdzie wspólnie z Alojzym Żółkowskim i Wincentym Rapackim stworzyli legendarny tercet aktorski.
Władysław Bogusławski tak przedstawiał jego aktorstwo: „Od dawnej szkoły wziął czystą i wyraźną dykcję, sumienność w rozpatrzeniu materiału roli” zarazem „od nowej naturalność, swobodę, która właśnie dlatego nie przechodzi w zaniedbanie, lekceważenie lub samowolę osłonioną sztandarem realizmu, że ją w karbach trzymają zasady”.
Spektakle teatralne (wybór)
- 1858 „Pamiętniki szatana” jako Kawaler de la Rapiniere (debiut),
- 1858 „Odludki i poeta” jako Kapka,
- „Właściciel kuźnic” jako Moulinet,
- „Partia pikiety” jako Mercier,
- „Maitre Gueriri” jako Guerin,
- „Zięć pana Poirier” jako Pan Poirier,
- „Fałszywi poczciwcy” jako Boussecourt,
- „Piosnka wujaszka” jako Dodowski,
- „Posażna jedynaczka” Ratatyński,
- „Straduję” jako Jacenty,
- „Gęsi i gąski” jako Kłopotkiewicz,
- „Teatr amatorski” jako Tromboliński,
- „Przed ślubem” jako Klapkiewicz,
- „Febris aurea” jako Szałwiński,
- „Nietoperze” jako Marek Babulewicz,
- „Rozbitki” jako Dzieńdzierzyński,
- 1870 „Safanduły” jako Fromentel
- 1891 „Pan Damazy” jako Damazy,
- „Consilium facultatis” jako Bolbecki,

Kilka udanych ról w komediach Fredry, m.in.
- „Pan Geldhab” jako Major,
- „Damy i huzary” jako  Rotmistrz,
- „Wielki człowiek do małych interesów” jako Antoni,
- „Przyjaciele” jako  Wtorkiewicz.